# 妙経寺 (東金市)
妙経寺（みょうきょうじ）は、千葉県東金市大沼田にある、法華宗本門流の寺院。山号は法輪山、大本山鷲山寺末。

## 概要
徳川秀忠が鷹狩の際に立ち寄った縁で朱印地を与えられた。また江戸時代には勝劣派の檀林（大沼田檀林）が開かれて、常時数百名の学僧が学んだという。

## 歴史
- 1325年（正中2年）鷲山寺・日寿は妙経寺を建立する。
- 1594年（文禄3年）鷲山寺・日進は長久寺から檀林を移す。
- 1629年（寛永6年）鷲山寺・日乾は大沼田檀林を開檀する。
- 1872年（明治5年）学制発布により、大沼田檀林は廃檀する。

## 文化財
- 大沼田檀林跡（東金市指定史跡）

## 交通アクセス
九十九里鉄道上西野バス停から徒歩25分。